# Chủ quyền
Chủ quyền là có quyền lực độc lập đối với một khu vực địa lý, ví dụ như lãnh thổ. Nó được thể hiện trong quyền lực lãnh đạo và thiết lập luật pháp. Các quốc gia có thể có chủ quyền toàn phần hoặc hạn chế hoặc không có chủ quyền đối với những khu vực được luật pháp quốc tế quy định là di sản chung của nhân loại.